# Lac Patamisk
Lac Patamisk är en sjö i Kanada.   Den ligger i regionen Nord-du-Québec och provinsen Québec, i den östra delen av landet, 900 km norr om huvudstaden Ottawa. Lac Patamisk ligger 539 meter över havet. Arean är 37 kvadratkilometer. Den sträcker sig 13,0 kilometer i nord-sydlig riktning, och 11,1 kilometer i öst-västlig riktning.
Trakten runt Lac Patamisk är nära nog obefolkad, med mindre än två invånare per kvadratkilometer.